# Critique de l'islamisme
Les idées et les pratiques des dirigeants, des prédicateurs et des mouvements du mouvement de renaissance islamique connu sous le nom d'islamisme (également appelé islam politique) ont été critiquées par les non-musulmans et les musulmans (souvent des modernistes et des libéraux islamiques).
Parmi les auteurs, universitaires et dirigeants qui ont critiqué l'islamisme, ou certains éléments de celui-ci, figurent Maajid Nawaz, Reza Aslan, Abdelwahab Meddeb, Muhammad Sa'id al-'Ashmawi, Khaled Abu al- Fadl, Gilles Kepel, Matthias Küntzel, Joseph EB Lumbard , Olivier Roy, et le groupe islamique indonésien Nahdlatul Ulama.

## Explication
Expliquant le développement de l'islamisme (ou du moins de l'islamisme djihadiste), un critique (Khaled Abu al-Fadl) le décrit non pas tant comme une expression d' un renouveau et d'une résurgence religieuse, mais comme un phénomène créé par plusieurs facteurs :
- l'atteinte à l'indépendance et à l'autorité religieuse des juristes islamiques, qui traditionnellement « toléraient et même célébraient des opinions et des écoles de pensée divergentes et maintenaient l'extrémisme marginalisé ». La saisie par l’État des dotations religieuses privées (awqaf) qui soutenaient les juristes dans la plupart des pays musulmans postcolonialistes a relégué la plupart des juristes au rang d’employés salariés de l’État, diminuant ainsi leur légitimité sur les questions sociales et politiques. »

- l’avancée de la doctrine saoudienne du wahhabisme dans ce vide d’autorité religieuse. Financée par des dizaines de milliards de dollars provenant des exportations de pétrole et faisant un prosélytisme agressif, la doctrine ne se présentait pas comme une école parmi tant d'autres, mais comme un retour à la seule, véritable et orthodoxe « voie droite » de l'Islam – vierge, simple, directe[1]. Il différait des enseignements traditionnels des juristes par son « littéralisme strict… une hostilité extrême envers l'intellectualisme, le mysticisme et toute division sectaire au sein de l'Islam »[2].

- À ce littéralisme wahhabite et à cette étroitesse s’ajoutent des appels populistes à l’humiliation musulmane subie à l’ère moderne par des gouvernements durement despotiques et des puissances interventionnistes non musulmanes[3].

## Imprécision
L'auteur Tarek Osman a critiqué l'islamisme comme promettant « tout à tout le monde », conduisant à des conflits et des contradictions insoutenables : un prestataire social alternatif pour les masses pauvres ; une tribune en colère pour les jeunes désillusionnés ; un grand coup de trompette annonçant « un retour à la religion pure » à ceux qui recherchent une identité ; une « plate-forme religieuse progressiste et modérée » pour les riches et les libéraux... et, aux extrêmes, un véhicule violent pour les rejetteurs et les radicaux.

## Comparaisons avec l'idéologie fasciste
Des écrivains tels que Stephen Suleyman Schwartz et Christopher Hitchens trouvent certains éléments de l'islamisme fascisants. Malise Ruthven, écrivain et historienne écossaise qui écrit sur la religion et les affaires islamiques, s'oppose à la redéfinition de l'islamisme comme d'un « islamofascisme », mais trouve également « convaincantes » les ressemblances entre les deux idéologies.
Le philosophe français Alexandre del Valle a comparé l’islamisme au fascisme et au communisme dans sa théorie de l’Alliance rouge-verte-brune.